# 平野忠彦
平野 忠彦（ひらの ただひこ、1938年（昭和13年）3月5日 - 2014年（平成26年）6月13日）は、日本の声楽家（バリトン）、オペラ歌手、音楽教育者、俳優、合唱指揮者。山梨県甲府市出身。

## 略歴
東京芸術大学卒業、東京芸術大学専攻科修了。畑中良輔に師事する。東京芸術大学専攻科在学中『フィガロの結婚』タイトルロールでデビュー。1973年（昭和48年）文化庁派遣でミラノ、ウィーンに留学。二期会に属し、日本を代表するバリトン歌手として数多くのオペラ、ミュージカル、コンサートで活躍。出演歴はオペラだけでも135回に及ぶ。また、オペラ仕込みの美声で、朗読も手掛けている。合唱指揮者としても活躍した。
俳優としてもNHK大河ドラマ『義経』平盛国役など、ドラマ、映画などで活躍している。
音楽教育者としては、東京芸術大学教授、国立音楽大学教授を務め、多くの優れた門下生を育てている。主な門下生に、福井敬、井上雅人、藤澤眞理、佐藤泰弘、藤岡弦太、大山大輔、大久保光哉、沼尾みゆき、山下牧子、谷茂樹、樋本英一、櫻田亮、成田眞、などがいる。
二期会理事や、文化庁文化審議会文化政策部会に有識者として出席するなど要職を歴任。
東京芸術大学名誉教授、聖徳大学客員教授。また、混声合唱団コーロ・オルフィーネ指揮者を務めていた。
2014年（平成26年）6月13日午後7時17分、急性心筋梗塞のため東京都豊島区の自宅で76歳で死去。

## 主な受賞歴
- ザルツブルク音楽祭 特別賞受賞[2]
- 1976年度（昭和51年度）ウィンナーワルド・オペラ賞（のちのジロー・オペラ賞）大賞[3][14]
- 山梨日日新聞社「野口賞」受賞[3]

## 主な社会活動等
- 日本音楽コンクール 運営委員[3]
- 文化庁在外研修員の会 理事長[3]
- 東京室内歌劇場 顧問[3]
- ザントナイ国際コンクール 特別審査委員[3]
- 藤沢芸術財団 音楽総監督[3]

## 著書
- 私の第四幕 2012/1 世界日報社 ISBN 978-4882010883

## 主なディスコグラフィー
一部は、曲毎にMP3ダウンロードで入手できるものもある。
- CD 平野忠彦追悼盤 －未発表ライヴ録音を含む、雁部一浩歌曲集 2015/2/4 ディスクアート
- CD2枚組 三木稔:オペラ『ワカヒメ』1995/9/21 カメラータ・トウキョウ
- CD2枚組 團伊玖磨:オペラ 夕鶴 （全曲） 2013/9/25 カメラータ・トウキョウ
- CD2枚組 決定盤!テレビ・アニメ主題歌 オリジナル・サントラ集 昭和38年 - 昭和43年 (1963-1968) 2005/2/9 ユニバーサル インターナショナル
- CD オリジナル版 懐かしのアニメソング大全(1) 1963-1967 1994/9/7 EMIミュージック・ジャパン
- CD 朝日ソノラマ主題歌コレクション 2 2003/6/18 EMIミュージック・ジャパン
- CD ジャングル大帝 1998/3/28 EMIミュージック・ジャパン
- CD TVサイズ!テレビまんが主題歌のあゆみ(1)サウンドトラック オムニバス 2001/10/20 日本コロムビア
- CD だいすき!ディズニー ーミッキーマウス・マーチ オムニバス 1994/3/18 ポニーキャニオン
- CD よいこのディズニースペシャル オムニバス 1992/7/17 ポニーキャニオン
- CD2枚組 ディズニー・ベスト 日本語版(初回限定盤)サウンドトラック 限定版 オムニバス 2006/11/15 ウォルト・ディズニー・レコード
- CD8枚組 NHK名曲アルバム 世界の愛唱歌 オムニバス 2014/8/22 NHKサービスセンター
- CD 早春賦 －日本の愛唱歌 オムニバス 2003/7/23 日本コロムビア
- CD 日本の愛唱歌 オムニバス 2000/3/18 日本コロムビア
- CD2枚組 日本のうた 90年の系譜 オムニバス 1992/9/21 ソニー・ミュージックレコーズ
- CD 二期会メンバーのプリモ・ウォーモたちによる美しき日本語の歌 心の歌 オムニバス 2011/2/2 日本コロムビア
- CD 白秋詩抄 オムニバス 1992/9/21 ソニー・ミュージックレコーズ
- CD 瀧廉太郎トリビュート オムニバス 2003/6/25 ユニバーサル ミュージック クラシック
- CD 瀧廉太郎作品集 オムニバス 1993/5/21 ビクターエンタテインメント
- CD 日本の声楽・コンポーザーシリーズ 3 オムニバス 1997/11/27 ビクターエンタテインメント
- CD 日本の声楽・コンポーザーシリーズ 7 オムニバス 1997/11/27 ビクターエンタテインメント
- CD 日本合唱名曲シリーズ・17 1990/3/5 キングレコード
- 極上日本の歌特盛 －定番名曲ベスト50 オムニバス 2011/11/15 DENON
- Lieder Album 2018/10/5 DiskArt

## 主な出演歴

### 歌手・朗読者として
- ジョルジュ・ビゼー 歌劇『カルメン』 エスカミーリョ 役
- モーツァルト 歌劇『フィガロの結婚』 フィガロ 役
- クルト・ヴァイル 音楽劇『三文オペラ』[15]
- 團伊玖磨 歌劇『夕鶴』
- 團伊玖磨 歌劇『ひかりごけ』[16]
- 團伊玖磨 歌劇『建・TAKERU』 火焚翁 役
- ミュージカル 『アニー』[17]
- ミュージカル『12ヶ月のニーナ』
- ミュージカル『ジーザス・クライスト・スーパースター』
- ミュージカル『ラ・マンチャの男』
- テレビアニメ 『ジャングル大帝』（1965年）主題歌[18]
- テレビ朝日『題名のない音楽会』[3]
- 慶應義塾ワグネル・ソサィエティー男声合唱団定期演奏会に計8回出演（バリトンソロ及び朗読）[19]
- 東西四大学合唱演奏会に2回出演（バリトンソロ及び朗読）[20]
- 慶應義塾ワグネル・ソサィエティーOB合唱団定期演奏会2007に出演（朗読）[21]
- 第16回東西四大学OB合唱連盟演奏会（2007年）に出演（朗読）[21]
- BS永遠の音楽大全集 第17回・アニメ主題歌大全集（2009年5月2日）

### 俳優として
- NHK大河ドラマ『義経』（2005年）平盛国 役
- 京都地検の女 第1、第2シリーズ （テレビ朝日 2005年） 皆川正治（京都地検次席検事）役
- あの戦争は何だったのか 日米開戦と東條英機 （TBS 2008年） 杉山元 役

### 合唱指揮者として
- 慶應義塾ワグネル・ソサィエティーOB合唱団定期演奏会2011にて清水脩『月光とピエロ』を指揮[21]
- 混声合唱団コーロ・オルフィーネ指揮者（1986年 - 2013年）[13]

## エピソード
- 俳優としても活躍し、『あの戦争は何だったのか 日米開戦と東條英機 』で杉山元（参謀総長）を好演し、台詞で『統帥権干犯！』とオペラ歌手仕込みの声量のある声で叫び、当時の陸軍軍人の威圧的な態度を表現したのが印象的であった。平野は身長が177センチあり、杉山も肥満体の恰幅の良い大丈夫であった。
- 出演歴の通り、慶應義塾ワグネル・ソサィエティー男声合唱団と関係が深く、平野逝去の際の「お別れの会」（2014年8月3日、於：東京會舘 ）において、慶應義塾ワグネル・ソサィエティー男声合唱団及び慶應義塾ワグネル・ソサィエティーOB合唱団による献奏（指揮：佐藤正浩）が行われた。